# فرانك دوفي (مهندس معماري)
فرانك دوفي (بالإنجليزية: Frank Duffy)‏ هو مهندس معماري بريطاني، ولد في 1940.